# Emergence (seriál)
Emergence je připravovaný americký dramatický televizní seriál od tvůrců Tary Butters a Michele Fazekas pro studio ABC Studios. Původně byl produkován pro stanici NBC, nakonec však projekt skončil na stanici ABC. Premiérový díl byl vysílán dne 24. září 2019. Stanice seriál zrušila po odvysílání první řady.

## Obsazení
- Allison Tolman jako Jo Evans, policejní náčelník a matka dospívající dcery Bree, která si do své péče vezme tajemnou mladou dívku Piper a je odhodlána ji chránit před těmi, kteří dítě chtějí
- Alexa Swinton jako Piper, dívka a jediná přeživší letadlové havárie, kterou si Jo vezme do péče
- Owain Yeoman jako Benny, vyšetřovatel, který pracuje pro agenturu Reuters
- Ashley Aufderheide jako Bree Evans, Jo dcera
- Clancy Brown jako Ed, bývalý hasič, Jo otec a Bree dědeček
- Donald Faison jako Alex, bývalý manžel Jo a Bree otec
- Robert Bailey Jr. jako Chris, policista
- Zabryna Guevara jako Abby, pediatr a nejlepší přítel Jo

### Vedlejší role
- Terry O'Quinn jako Richard Kindred
- Maria Dizzia jako Emily Cox
- Seth Barrish jako Alan Wilkis
- Enver Gjokaj jako agent Ryan Brooks
- Rowena King jako Loretta/Helen

### Hostující role
- Gia Crovatin jako Caitlyn Martin
- Quincy Dunn-Baker jako Freddie Martin
- Ptolemy Slocum jako Ken Lerner
- Nikki Massoud jako Lily Salgado
- Ashlie Atkinson jako April
- Alexis Molnar jako Gwen, April dcera
- Tamara Tunie jako Maria Wilkis, Alanova manželka
- Dana Wheeler-Nicholson jako Vanessa Cox

## Seznam dílů

### První řada (2019)
| Č. v seriálu | Původní název                   | Režie               | Scénář                              | Premiéra v USA     |
| ------------ | ------------------------------- | ------------------- | ----------------------------------- | ------------------ |
| 1            | Pilot                           | Paul McGuigan       | Michele Fazekas a Tara Butters      | 24. září 2019      |
| 2            | Camera Wheelbarrow Tiger Pillow | J. Miller Tobin     | Chris Dingess a Lindsey Allen       | 1. října 2019      |
| 3            | 2 MG CU BID                     | Peter Leto          | David H. Goodman                    | 8. října 2019      |
| 4            | No Outlet                       | Alex Pillai         | Jerome Schwartz                     | 15. října 2019     |
| 5            | RDZ90210                        | Patricia Cardoso    | Brant Englestein                    | 29. října 2019     |
| 6            | Mile Marker 14                  | Sydney Freeland     | Nick Parker                         | 5. listopadu 2019  |
| 7            | Fatal Expection                 | Christopher Misiano | Holly Brix                          | 19. listopadu 2019 |
| 8            | American Chestnut               | Jessica Lowrey      | Lindsey Allen                       | 26. listopadu 2019 |
| 9            | Where You Belong                | Paul McGuigan       | Kendra Chanae Chapman               | 10. prosince 2019  |
| 10           | 15 Years                        | Leslie Hope         | Brand Englestein a David H. Goodman | 7. ledna 2020      |
| 11           | Applied Sciences                | J. Miller Tobin     | Jerome Schwartz a Nick Parker       | 14. ledna 2020     |
| 12           | Killshot Pt. 1                  | Craig Zisk          | Joey Siara                          | 21. ledna 2020     |
| 13           | Killshot Pt. 2                  | Paul McGuigan       | Michele Fazekas a Tara Butters      | 28. ledna 2020     |

## Produkce
Dne 11. ledna 2019 stanice NBC objednala produkci pilotního dílu. Pilot napsali Tara Butters a Michele Fazekas. Výrobní společnosti zapojené do pilotního projektu byly Fazekas & Butters a ABC Studios. Nakonec však seriál skončil na stanici ABC, která produkci první řady objednala dne 11. května 2019. Seriál měl premiéru dne 24. září 2019. Stanice seriál zrušila po odvysílání první řady.

### Casting
V únoru 2019 bylo oznámeno, že Allison Tolman a Alexa Skye Swinton byly obsazené do hlavních rolí v pilotním dílu. V březnu 2019 se k obsazení připojili Owain Yeoman, Donald Faison a Zabryna Guevara. V srpnu bylo oznámeno, že Terry O'Quinn si v seriálu zahraje vedlejší roli Richarda.  